# У5 (Берлин)
У5 је линија Берлинског У-воза.
- Александерплац (У2) (У8) (С5) (С7) (С75) (С9) (DB-НВ)
- Шилингштрасе
- Штројсбергер Плац
- Вебервајзе
- Франкфуртер Тор
- Замаритерштрасе
- Франкфуртска алеја (С4x) (С8)
- Магдалененштрасе
- Лихтенберг (С5) (С7) (С75) (DB-НВ)
- Фридрихсфилде
- Тирпарк
- Биздорф-југ
- Елстервердаер Плац
- Вулетал (С5)
- Каулздорф север
- Нова гроткојерска улица
- Котбусер Плац
- Хелерздорф
- Луис-Левинова улица
- Хунов